# ナジー・グッド
ナジー・グッド（Najee Goode 1989年6月4日- ）はオハイオ州クリーブランド出身のアメリカンフットボール選手。ポジションはラインバッカー。父親も、セントルイス・カージナルス、フィラデルフィア・イーグルスでプレーした。

## 経歴
高校時代はラインバッカーの他に、クォーターバックとしてプレーした。2007年にウェストバージニア大学に進学、その年は練習生として過ごした。2008年、全13試合に出場し12タックルをあげた。ルイビル大学戦ではインターセプトをあげた。2009年、1試合の先発を含む13試合に出場。11タックル（6ソロタックル）をあげた。2010年、ストロングサイドラインバッカーとして11試合に先発するなど、13試合に出場、47タックル、3サックをあげた。最終年次の2011年、ミドルラインバッカーにコンバートされた。
ウェストバージニア大学から2012年のNFLドラフト5巡でタンパベイ・バッカニアーズに指名された。5月14日、バッカニアーズと4年契約を結んだ。同じ日に大学時代のチームメート、キース・タンディもバッカニアーズと契約を結んだ。グッドとタンディは親友で、2012年のEast–West Shrine Gameには共に出場している。
2013年9月1日、最終ロースターカットで、バッカニアーズからウェーバーされたが、9月2日にフィラデルフィア・イーグルスと契約を結び、イーグルスはエマニュエル・アチョを解雇した。